# سعيد كمالي دهقان
سعید کمالی دهقان من مواليد (1 مايو 1985 في كرج ، إيران) هو صحفي إيراني مقيم في العاصمة البريطانية لندن ويعمل في صحيفة الغارديان.
حصل الصحافي على جائزة صحافي العام في سنة 2009 من جمعية الصحافة الأجنبية بسبب تغطيته المتميزة لأحداث الشغب والمظاهرات التي اجتاحت إيران في أعقاب الانتخابات الرئاسية الإيرانية 2009 التي فاز فيها محمود أحمدي نجاد بفترة رئاسية ثانية.
وقد صنع سعيد كمالي فيلم تسجيلي بمشاركة المخرج أنطوني توماس عن مقتل ندا آغا سلطان خلال أحداث إيران، وبسبب الفيلم نال جائزة صحافي العام.

## روابط خارجية
- سعيد كمالي دهقان على موقع IMDb (الإنجليزية)